# Katsuyama (Fukui)
Katsuyama (勝山市 Katsuyama-shi?) es una ciudad situada en el suroeste de la prefectura de Fukui, Japón. 
A partir de abril de 2012, la ciudad tiene una población estimada de 25 873 y una densidad de población de 101 personas por km². La superficie total es de 253,68 km².